# Consell General de la Vendée

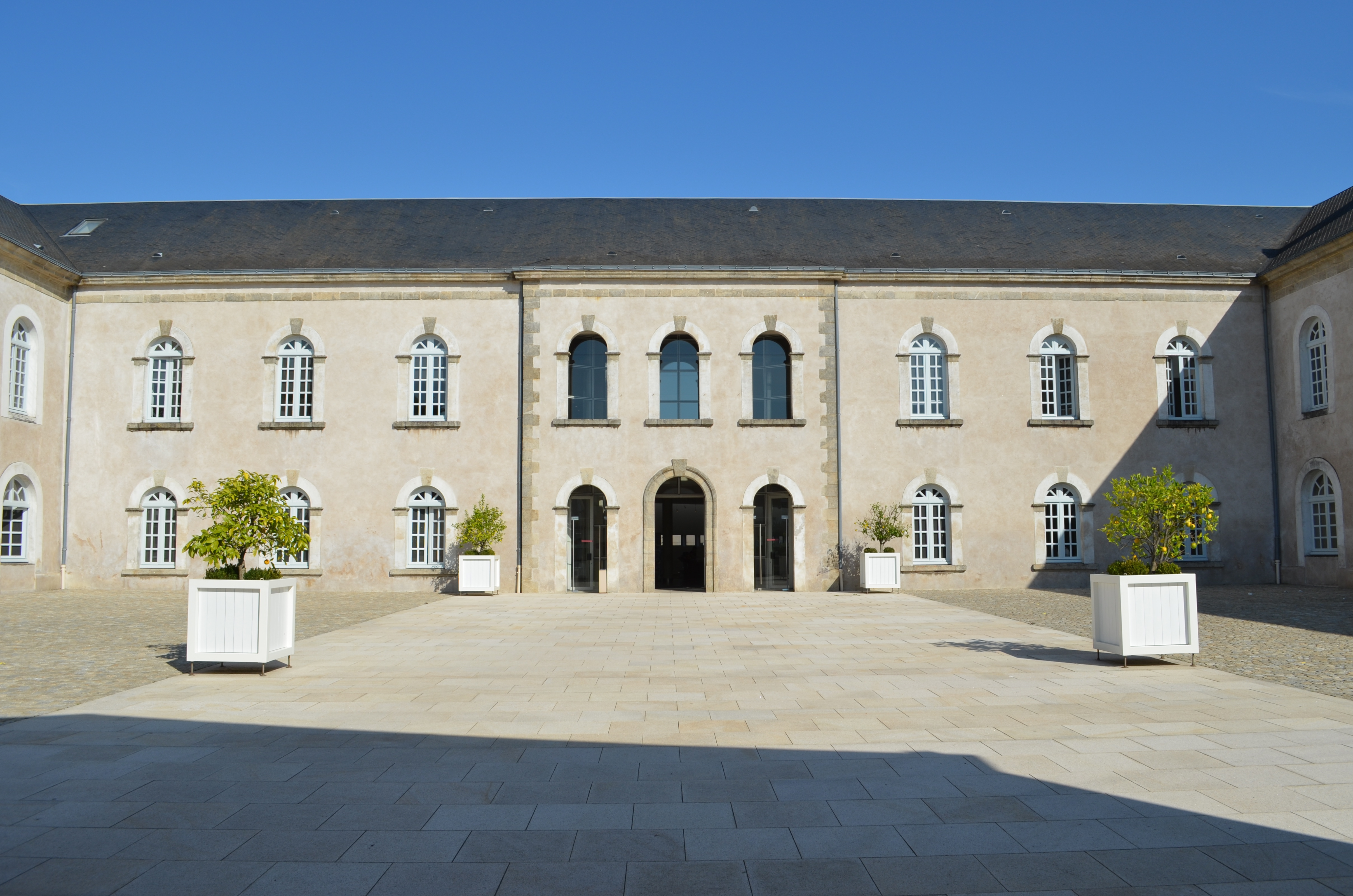
Seu del Consell, a l'antic hospital de La Roche-sur-Yon

Logo actual del Consell General de la Vendée

El Consell General de la Vendée és l'assemblea deliberant executiva del departament francès de Vendée a la regió de País del Loira. La seva seu es troba a La Roche-sur-Yon. Des de 2010, el president és Bruno Retailleau (UMP).

## Llista de presidents del Consell
| Identitat                                    | Data d'elecció          | Partit    | Qualitat                                                        |
| -------------------------------------------- | ----------------------- | --------- | --------------------------------------------------------------- |
| Jacques René Chevallereau                    | 1r de termidor any VIII |           |                                                                 |
| Jacques Arnaud-Grossetière                   | 1r de prairial any X    |           |                                                                 |
| Jacques René Chevallereau                    | 15 de floreal any XI    |           |                                                                 |
| Pierre Étienne Sorin                         | 2 de juny de 1806       |           |                                                                 |
| François Anne Jacques Bouron                 | 2 de juliol de 1810     |           |                                                                 |
| Esgonnière du Thiboeuf                       | 20 d'abril de 1812      |           |                                                                 |
| Charles de Monsorbier                        | 15 d'octubre de 1814    |           |                                                                 |
| Maynard de la Claye                          | 15 de juny de 1818      |           |                                                                 |
| Charles de Monsorbier                        | 5 d'agost de 1819       |           |                                                                 |
| Tinent General de Sapinaud                   | 2 de setembre de 1822   |           |                                                                 |
| Amédée de Béjarry                            | 8 de setembre de 1828   |           |                                                                 |
| Pierre Ageron (aîné) de la Martinière        | 10 de maig de 1831      |           | Alcalde de Les Herbiers                                         |
| Pierre Louis Antoine Laval (aîné)            | 1 de juny de 1832       |           | Alcalde de Fontenay-le-Comte                                    |
| Sébastien Luneau                             | 24 d'agost de 1837      |           | Diputat                                                         |
| Pierre Boisse                                | 3 de maig de 1848       |           | Comerciant de grans, adjunt a l'Alcalde de Luçon                |
| Augustin Moïse Auvynet                       | 5 d'octubre de 1848     |           | Antic subprefecte                                               |
| Charles Robert de Lezardière                 | 21 de novembre de 1848  |           | Antic Diputat, Antic prefecte                                   |
| Armand Trastour                              | 27 d'agost de 1849      |           | Metge, Alcalde de Montaigu                                      |
| Alfred Le Roux                               | 20 d'agost de 1852      |           | Banquer a Paris, Diputat, ministre d'Agricultura i Comerç       |
| Gabriel Espierre                             | 20 de setembre de 1870  |           | Antic advocat a Fontenay-le-Comte                               |
| François Gaudineau                           | 24 d'octubre de 1871*   |           | Alcalde de Luçon                                                |
| Louis Godet de la Ribouillerie               | 18 d'abril de 1887      |           | Diputat, alcalde de l'Hermenault                                |
| Baron de La Tour du Pin-Chambly de la Charge | 19 d'agost de 1889 *    |           |                                                                 |
| Prosper Deshayes                             | 22 d'agost de 1892      | Radical   | Alcalde de Luçon                                                |
| Achille Le Cler                              | 21 d'agost de 1893 *    |           | Enginyer, alcalde de Bouin                                      |
| Paul Bourgeois                               | 22 d'agost de 1910 *    |           | Antic diputat                                                   |
| Albert Godet                                 | 15 d'abril de 1912      |           | Alcalde de Le Tablier                                           |
| Emmanuel Halgan                              | 18 d'agost de 1913 *    |           | Senador                                                         |
| Paul de Vexiau                               | 19 d'agost de 1918      |           | Alcalde de Réaumur                                              |
| Raoul Pacaud                                 | 5 de gener de 1920      |           | Alcalde d'Angles, antic diputat                                 |
| Alfred Lefeuvre                              | 24 d'octubre de 1928    |           | Enginyer, Alcalde de Rocheservière                              |
| Jean de Tinguy du Pouet                      | 16 de novembre de 1936  |           | Diputat, alcalde de Saint-Michel-Mont-Mercure                   |
| Auguste Durand                               | 29 d'octubre de 1945    |           | Industrial, alcalde de Cugand, diputat                          |
| Hubert Durand                                | 7 de maig de 1969       |           | Director de Caixa Rural, senador                                |
| Michel Crucis                                | 14 de desembre de 1970  | RI, UDF   | Llicenciat en dret, senador de la Vendée, Alcalde de Chantonnay |
| Philippe de Villiers                         | 3 d'octubre de 1988     | UDF / MPF | Antic secretari d'Estat, Diputat, Eurodiputat                   |
| Bruno Retailleau                             | 30 de novembre de 2010  | DVD       | Senador                                                         |

## Composició
El març de 2011 el Consell General de la Vendée era constituït per 31 elegits pels 31 cantons de la Vendée.
| Partit                        | Sigles | Electes |
| ----------------------------- | ------ | ------- |
| Oposició (6 escons)           |        |         |
| Partit Socialista             | PS     | 4       |
| Divers gauche                 | DVG    | 2       |
| Majoria (25 escons)           |        |         |
| Unió pel Moviment Popular     | UMP    | 2       |
| Moviment per França           | MPF    | 4       |
| Nou Centre                    | NC     | 1       |
| Divers Droite                 | DVD    | 18      |
| President del Consell General |        |         |
| Bruno Retailleau (NC)         |        |         |

#### En 2004

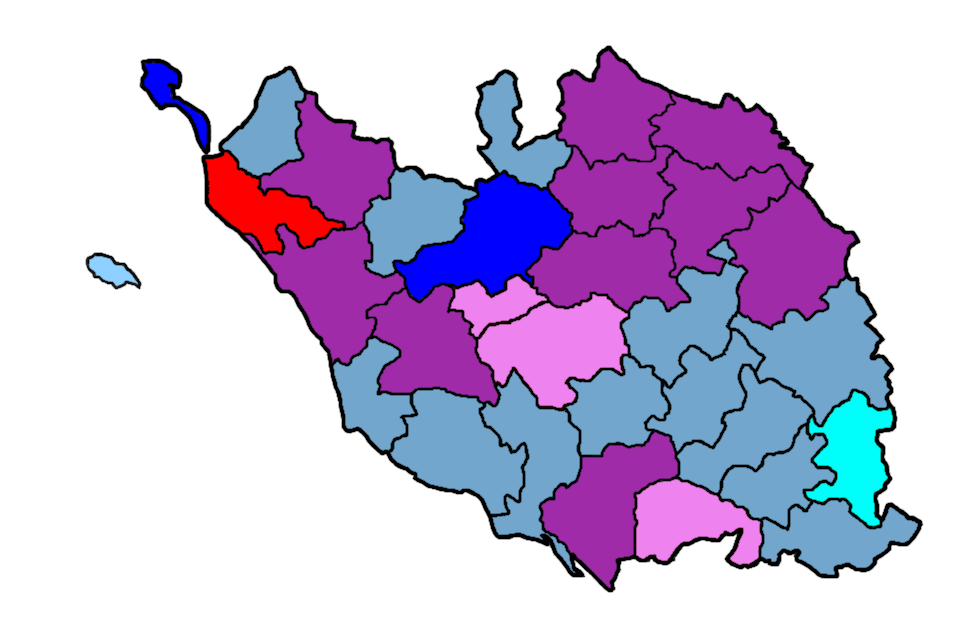
Situació política dels cantons de la Vendée en 2004 :
Moviment per França (10)
Divers droite (14)
Unió pel Moviment Popular (2)
Nou Centre (1)
Partit Socialista (3)
Divers gauche (1)

#### En 2010

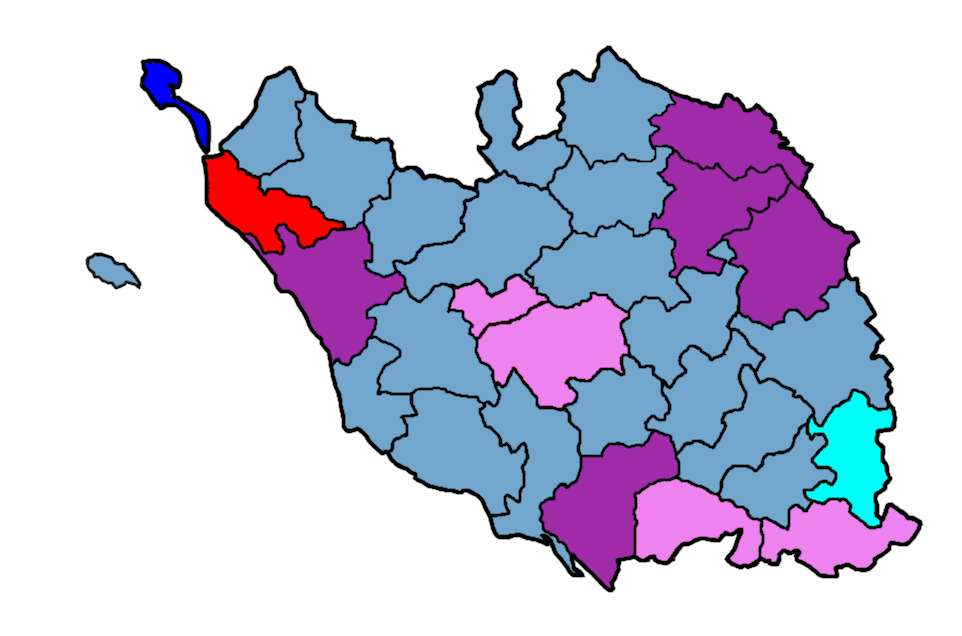
Situació política dels cantons de la Vendée en 2008 :
Moviment per França (5)
Divers droite (18)
Unió pel Moviment Popular (1)
Nou Centre (1)
Partit Socialista (4)
Divers gauche (1)